# Alan Cottrell
Pour les articles homonymes, voir Cottrell.
Alan Howard Cottrell (17 juillet 1919 – 15 février 2012) est un métallurgiste et physicien anglais. Il a notamment étudié l'action des rayonnements radioactifs sur la stabilité structurale des métaux, et est l'un des principaux concepteurs du modérateur à graphite. Il a attiré l'attention des pouvoirs publics sur les dangers des réacteurs nucléaires à eau pressurisée.

## L'universitaire
Cottrell fut d'abord maître de conférences à l'université de Birmingham, et promu professeur en 1949. Il réforma profondément l'enseignement de la métallurgie en y incorporant les théories les plus modernes de la physique de l'état solide : son traité Theoretical Structural Metallurgy (1948), reprend les idées de Fermi et de Brillouin pour interpréter les propriétés physiques des métaux par des mécanismes microscopiques. Dans un traité ultérieur, Dislocations and Plastic Flow (1953), Cottrell analyse la plastification des métaux par la dynamique des dislocations, développée par Griffith, Frenkel et Orowan.

## Le conseiller scientifique
En 1955 il rejoignit l'A.E.R.E. Harwell, comme responsable du Département de Métallurgie sous la direction de Monty Finniston (en), et la même année fut élu Fellow de la Royal Society. Cottrell apporta d'importantes contributions au génie nucléaire, par l'étude de l'altération structurale des métaux sous l'action de la radioactivité, la conception des modérateurs à graphite pour la pile atomique de Windscale et l'étude des risques de rupture fragile des conduites de refroidissement en acier.
De 1958 à 1965 Cottrell occupa la chaire Goldsmith de Métallurgie de l'Université de Cambridge, et fellow de Christ's College. Puis il fut expert gouvernemental, et conseiller scientifique de 1971 à 1974. À ce poste, il attira l'attention sur les risques que présente le procédé Westinghouse de réacteur à eau pressurisée (REP) pour les générations futures. En 1974, lors d'une conférence devant la commission britannique des sciences et technologies, il décrivit les réacteurs à eau pressurisée comme des systèmes qui ne laissent pas droit à la moindre erreur (unforgiving), et entreprit d'énumérer le nombre de points de contrôles indispensables à leur surveillance.
Promu Master de Jesus College (Cambridge) (1973) il fut Vice-Chancelier de l'Université en 1977-1979. Cottrell, récompensé par la Médaille Hughes en 1961 et la Médaille Francis J. Clamer en 1962, avait été le premier lauréat de la Médaille et du Prix Alan Griffith (1965).
Il reçut encore la médaille d'or James Douglas en 1974 et la Médaille Copley, (la plus haute distinction décernée par la Royal Society) en 1996. Il fut anobli en 1971, et élu à l'Académie royale des sciences de Suède. Cottrell a été fait docteur honoris causa de l'Université d'Essex au mois de juillet 1982 et de l'Université de Bath en 1973.
Cottrell est décédé le 15 février 2012 au terme d'une brève maladie.

## Œuvres choisies
- Métallurgie structurale théorique [« Theoretical Structural Metallurgy »], E Arnold, 1948 (réimpr. revue et corr. 1955 ; par THE CAMELOT PRESS LTD. en 1962 ; version française éd. Dunod, 1955 puis 1961) (ISBN 0713120436, ASIN B01F3PP2L8)
- Dislocations and Plastic Flows in Crystals, Clarendon Press (1953, réimpr. 1965), 223 pages
- Superconductivity (1964) (Harwood Academic (Medical, Reference and Social Sc; n edition (December 1964))  (ISBN 0-677-00065-0)
- An Introduction to Metallurgy (1967)
- Portrait of Nature : the world as seen by modern science, éd. Collins (1975), 236 pages  (ISBN 0002191148)
- How Safe is Nuclear Energy? (1982) (Heinemann Educational Publ.)  (ISBN 0435541757)
- Concepts in the Electron Theory of Alloys (1998)